# Dyskografia Davida Guetty
Dyskografia David Guetty – francuskiego DJ składa się z siedmiu albumów studyjnych, jedenastu kompilacji, trzech minialbumów oraz osiemdziesięciu dwóch singli.
14 lipca 2001 roku został wydany jego debiutancki singel „Just a Little More Love” z gościnnym udziałem Chrisa Willisa, który dotarł do 19. miejsca na liście UK Singles Chart. Rok później został wydany jego pierwszy studyjny album zatytułowany Just a Little More Love, który uzyskał status podwójnej złotej płyty we Francji. Następnymi singlami pochodzącymi z Just a Little More Love były „Love Don’t Let Me Go”, „People Come People Go” oraz „Give Me Something”. W 2003 roku została wydana jego pierwsza kompilacja F*** Me I’m Famous, z której pochodzi singel „Just for One Day (Heroes)”. Drugi studyjny album Davida, zatytułowany Guetta Blaster został wydany 13 września 2004 roku. Uzyskał on status platynowej płyty we Francji. W 2006 roku została wydana jego trzecia kompilacja F*** Me I’m Famous – Ibiza Mix 2006, na której znalazł się singel „Love Don’t Let Me Go (Walking Away)”, który m.in. dotarł do trzeciego miejsca w Wielkiej Brytanii i jedenastego we Francji. Rok później wydany został jego trzeci album studyjny, Pop Life który dotarł do pierwszej dziesiątki we Francji, Wallonii oraz Szwajcarii. Na pierwszy singel z nowej płyty wybrany został utwór „Love Is Gone” z gościnnym udziałem Chrisa Willisa, dzięki któremu DJ po raz pierwszy w swojej karierze znalazł się na liście Billboard Hot 100. Prawdziwy przełom w jego karierze nastąpił kiedy doszło do nagrania „When Love Takes Over” wraz z gościnnym udziałem amerykańskiej piosenkarki Kelly Rowland. Singel znalazł się na jego czwartym albumie studyjnym, zatytułowanym One Love. Drugim singlem z One Love był singel Sexy Bitch z gościnnym udziałem Akona, który dotarł do pierwszego miejsca w Australii, Austrii, Walonii, Niemczech, Nowej Zelandii i Wielkiej Brytanii. Na liście Billboard Hot 100 dotarł do piątej pozycji. Na następne single z nowego albumu wybrano „GRRRR”, „One Love” z gościnnym udziałem Estelle, „Memories” z gościnnym udziałem Kid Cudiego oraz „Gettin’ Over You” nagranego z udziałem Chrisa Willisa, Fergie i LMFAO. 22 listopada 2010 roku został wydany singel „Who’s That Chick?” z gościnnym udziałem Rihanny, który znalazł się na reedycji płyty One Love. Uzyskał on też status podwójnej platyny w Australii, srebrnej w Wielkiej Brytanii oraz złotej płyty w Austrii, Belgii i Niemczech. W tym samym roku ukazał się też singel Flo Ridy „Club Can’t Handle Me” wyprodukowany przez Davida Guettę. W sierpniu 2011 roku został wydany przez wytwórnię Virgin piąty album studyjny Davida, zatytułowany Nothing but the Beat. Uzyskał on status potrójnej platynowej płyty we Francji, platynowej w Australii, Austrii, Belgii, Szwajcarii i Wielkiej Brytanii, potrójnej złotej płyty w Niemczech oraz złotej w Polsce. Łącznie z albumu wydano sześć singli, a wśród nich znalazły się „Without You” z gościnnym udziałem Ushera i „Turn Me On” z gościnnym udziałem Nicki Minaj, które dotarły do czwartego miejsca na liście Billboard Hot 100.

## Albumy

### Albumy studyjne
| Rok                                                     | Dane dot. albumu | Najwyższe pozycje na listach | Najwyższe pozycje na listach | Najwyższe pozycje na listach | Najwyższe pozycje na listach | Najwyższe pozycje na listach | Najwyższe pozycje na listach | Najwyższe pozycje na listach | Najwyższe pozycje na listach | Najwyższe pozycje na listach | Najwyższe pozycje na listach | Najwyższe pozycje na listach | Najwyższe pozycje na listach | Najwyższe pozycje na listach | Najwyższe pozycje na listach | Najwyższe pozycje na listach | Najwyższe pozycje na listach | Najwyższe pozycje na listach | Najwyższe pozycje na listach | Najwyższe pozycje na listach | Najwyższe pozycje na listach | Najwyższe pozycje na listach | Certyfikat | Sprzedaż |
| Rok                                                     | Dane dot. albumu | FRA                          | AUS                          | AUT                          | BEL (FLA)                    | BEL (WAL)                    | CAN                          | DEN                          | ESP                          | FIN                          | GER                          | IRL                          | ITA                          | NLD                          | NOR                          | NZL                          | POL                          | POR                          | SWE                          | SWI                          | UK                           | USA                          | Certyfikat | Sprzedaż |
| ------------------------------------------------------- | --- | ---------------------------- | ---------------------------- | ---------------------------- | ---------------------------- | ---------------------------- | ---------------------------- | ---------------------------- | ---------------------------- | ---------------------------- | ---------------------------- | ---------------------------- | ---------------------------- | ---------------------------- | ---------------------------- | ---------------------------- | ---------------------------- | ---------------------------- | ---------------------------- | ---------------------------- | ---------------------------- | ---------------------------- | --- | --- |
| 2002                                                    | Just a Little More Love - Wydany: 10 czerwca 2002 - Wytwórnia: Virgin Records - Format: CD, LP, digital download          | 6                            | –                            | –                            | –                            | 43                           | –                            | –                            | –                            | –                            | –                            | –                            | –                            | –                            | –                            | –                            | –                            | –                            | –                            | 17                           | –                            | –                            | - FRA: 2× złoto | - Świat: 300 000+ - USA: 4 500+                                                                                 |
| 2004                                                    | Guetta Blaster - Wydany: 13 września 2004 - Wytwórnia: Virgin Records - Format: CD, LP, digital download                  | 11                           | –                            | –                            | –                            | 29                           | –                            | –                            | –                            | –                            | –                            | –                            | –                            | –                            | –                            | –                            | –                            | –                            | –                            | 45                           | –                            | –                            | - FRA: platyna | |
| 2007                                                    | Pop Life - Wydany: 18 czerwca 2007 - Wytwórnia: Virgin Records - Format: CD, LP, digital download                         | 2                            | –                            | 31                           | 83                           | 4                            | –                            | –                            | –                            | –                            | –                            | –                            | –                            | –                            | –                            | –                            | –                            | –                            | –                            | 8                            | 44                           | –                            | - FRA: platyna - SWI: platyna | - Świat: 530 000+ - SWI: 30 000+ - USA: 18 000+                                                                 |
| 2009                                                    | One Love - Wydany: 21 sierpnia 2009 - Wytwórnia: Virgin Records - Format: CD, LP, digital download                        | 1                            | 4                            | 3                            | 2                            | 1                            | 2                            | 22                           | 1                            | 49                           | 2                            | 3                            | 5                            | 4                            | 16                           | 2                            | 26                           | 5                            | 33                           | 2                            | 2                            | 70                           | - FRA: diament - AUS: 2× platyna - AUT: 2× platyna - CAN: 2× platyna - GER: 5× złoto - IRL: złoto - NZL: złoto - SWI: 2× platyna - UK: platyna                           | - Świat: 3 000 000+ - AUS: 140 000+ - CAN: 160 000+ - GER: 500 000+ - SWI: 60 000+ - USA: 90 000+               |
| 2011                                                    | Nothing but the Beat - Wydany: 26 sierpnia 2011 - Wytwórnia: Virgin Records - Format: CD, LP, digital download            | 1                            | 3                            | 1                            | 2                            | 1                            | 2                            | 14                           | 1                            | 7                            | 1                            | 2                            | 4                            | 3                            | 5                            | 3                            | 8                            | 1                            | 19                           | 1                            | 2                            | 5                            | - FRA: diament - AUS: platyna - AUT: 2× platyna - CAN: 2× platyna - FIN: złoto - GER: 5× złoto - NZL: złoto - POL: złoto - SWI: 2× platyna - UK: 2× platyna - USA: złoto | - Świat: 3 300 000+ - AUS: 70 000+ - CAN: 160 000+ - FIN: 14 644 - GER: 500 000+ - SWI: 60 000+ - USA: 490 000+ |
| 2014                                                    | Listen - Wydany: 21 listopada 2014 - Wytwórnia: Parlophone - Format: CD, LP, digital download                             | 3                            | 11                           | 3                            | 4                            | 5                            | 8                            | 7                            | 8                            | 7                            | 3                            | 9                            | 8                            | 11                           | 4                            | 15                           | –                            | 19                           | 6                            | 2                            | 8                            | 4                            | - FRA: 2× platyna - POL: platyna - AUS: złoto - AUT: złoto - GER: złoto - SWI: złoto - UK: złoto                                                                         | - AUS: 35 000+ - GER: 100 000+ - SWI: 10 000+                                                                   |
| 2018                                                    | 7 - Wydany: 14 września 2018 - Wytwórnia: What a Music, Parlophone, Big Beat, Atlantic - Format: CD, LP, digital download | 4                            | 9                            | 7                            |                              | 5                            |                              |                              |                              |                              | 7                            |                              |                              | 9                            |                              |                              | –                            |                              | 13                           | 2                            | 9                            | 37                           | - UK: srebro - POL: złoto | |
| „–” oznacza, że album nie był notowany na danej liście. | |                              |                              |                              |                              |                              |                              |                              |                              |                              |                              |                              |                              |                              |                              |                              |                              |                              |                              |                              |                              |                              | | |

### Reedycje
| Rok  | Dane dot. albumu                                                                                              |
| ---- | --- |
| 2010 | One More Love - Wydany: 26 listopada 2010 - Wytwórnia: Virigin - Format: CD, digital download                 |
| 2012 | Nothing but The Beat 2.0 - Wydany: 21 sierpnia 2012 - Wytwórnia: Virigin - Format: CD, digital download       |
| 2012 | Nothing but The Beat: Ultimate - Wydany: 26 sierpnia 2012 - Wytwórnia: Virigin - Format: CD, digital download |
| 2015 | Listen Again - Wydany: 27 listopada 2015 - Wytwórnia: Parlaphone, What a Music - Format: CD, digital download |

### Kompilacje
| Rok                                                     | Dane dot. albumu | Pozycje na listach przebojów | Pozycje na listach przebojów | Pozycje na listach przebojów | Pozycje na listach przebojów |
| Rok                                                     | Dane dot. albumu | FRA                          | AUT                          | BEL (WA)                     | SWI                          |
| ------------------------------------------------------- | --- | ---------------------------- | ---------------------------- | ---------------------------- | ---------------------------- |
| 2003                                                    | Fuck Me I’m Famous (z Catchy Guetta) - Wydany: 1 lipca 2003 - Wytwórnia: Virgin - Format: CD, LP                                        | –                            | –                            | 39                           | 82                           |
| 2005                                                    | Fuck Me I’m Famous, Vol. 2 (z Catchy Guetta) - Wydany: 29 sierpnia 2005 - Wytwórnia: Virgin - Format: CD, LP, digital download          | –                            | –                            | –                            | 6                            |
| 2006                                                    | Fuck Me I’m Famous – Ibiza Mix 06 (z Catchy Guetta) - Wydany: 10 lipca 2006 - Wytwórnia: Virgin - Format: CD, LP, digital download      | –                            | –                            | 62                           | –                            |
| 2008                                                    | Fuck Me I’m Famous – Ibiza Mix 08 (z Catchy Guetta) - Wydany: 16 czerwca 2008 - Wytwórnia: Virgin - Format: CD, LP, digital download    | 8                            | –                            | –                            | –                            |
| 2009                                                    | Fuck Me I’m Famous – Ibiza Mix 2009 (z Catchy Guetta) - Wydany: 21 sierpnia 2009 - Wytwórnia: Virgin - Format: CD, LP, digital download | –                            | –                            | –                            | 9                            |
| 2009                                                    | Pop Life / Guetta Blaster - Wydany: 14 września - Wytwórnia: Virgin - Format: CD box set                                                | 135                          | –                            | –                            | –                            |
| 2010                                                    | Fuck Me I’m Famous – Ibiza Mix 2010 (z Catchy Guetta) - Wydany: 26 lipca 2010 - Wytwórnia: Virgin - Format: CD, LP, digital download    | –                            | 19                           | –                            | 6                            |
| 2011                                                    | Just a Little More Love / Pop Life - Wydany: 28 marca 2011 - Wytwórnia: Virgin - Format: CD box set                                     | 114                          | –                            | –                            | –                            |
| 2011                                                    | Fuck Me I’m Famous – Ibiza Mix 2011 (z Catchy Guetta) - Wydany: 18 lipca 2011 - Wytwórnia: Virgin - Format: CD, LP, digital download    | 3                            | 17                           | –                            | 2                            |
| 2012                                                    | Fuck Me I’m Famous – Ibiza Mix 2012 (z Catchy Guetta) - Wydany: 29 czerwca 2012 - Wytwórnia: Virgin - Format: CD, LP, digital download  | 5                            | 13                           | –                            | –                            |
| 2013                                                    | Fuck Me I’m Famous – Ibiza Mix 2013 (z Catchy Guetta) - Wydany: 24 czerwca 2013 - Wytwórnia: Virgin - Format: CD, LP, digital download  | 11                           | –                            | –                            | –                            |
| „–” oznacza, że album nie był notowany na danej liście. | |                              |                              |                              |                              |

### Minialbumy (EP)
| Rok  | Dane dot. albumu                                                                                       |
| ---- | --- |
| 2009 | iTunes Festival: London 2009 - Wydany: 20 lipca 2009 - Wytwórnia: EMI - Format: digital download       |
| 2012 | iTunes Festival: London 2012 - Wydany: 5 października 2012 - Wytwórnia: EMI - Format: digital download |
| 2014 | Lovers on the Sun EP - Wydany: 30 czerwca 2014 - Wytwórnia: EMI - Format: CD, digital download         |

## Single
| Rok                                                      | Singel                                                                               | Pozycje na listach przebojów | Pozycje na listach przebojów | Pozycje na listach przebojów | Pozycje na listach przebojów | Pozycje na listach przebojów | Pozycje na listach przebojów | Pozycje na listach przebojów | Pozycje na listach przebojów | Pozycje na listach przebojów | Pozycje na listach przebojów | Pozycje na listach przebojów | Pozycje na listach przebojów | Pozycje na listach przebojów | Certyfikat | Album                                                  |
| Rok                                                      | Singel                                                                               | POL                          | POL Dance                    | FRA                          | AUS                          | AUT                          | BEL (Wal)                    | GER                          | HOL                          | IRL                          | SWI                          | UK                           | USA                          | USA Dance                    | Certyfikat | Album                                                  |
| -------------------------------------------------------- | ------------------------------------------------------------------------------------ | ---------------------------- | ---------------------------- | ---------------------------- | ---------------------------- | ---------------------------- | ---------------------------- | ---------------------------- | ---------------------------- | ---------------------------- | ---------------------------- | ---------------------------- | ---------------------------- | ---------------------------- | --- | ------------------------------------------------------ |
| 1990                                                     | „Nation Rap” (oraz Sidney)                                                           | –                            | –                            | –                            | –                            | –                            | –                            | –                            | –                            | –                            | –                            | –                            | –                            | –                            | | –                                                      |
| 1994                                                     | „Up & Away” (oraz Robert Owens)                                                      | –                            | –                            | –                            | –                            | –                            | –                            | –                            | –                            | –                            | –                            | –                            | –                            | –                            | | –                                                      |
| 2001                                                     | „Just a Little More Love” (oraz Chris Willis)                                        | –                            | –                            | 29                           | –                            | –                            | –                            | –                            | 38                           | –                            | 59                           | 19                           | –                            | 15                           | | Just a Little More Love                                |
| 2002                                                     | „Love Don’t Let Me Go” (oraz Chris Willis)                                           | –                            | –                            | 4                            | –                            | –                            | 7                            | –                            | 19                           | –                            | 13                           | 46                           | –                            | –                            | - FRA: złota płyta | Just a Little More Love                                |
| 2002                                                     | „People Come People Go” (oraz Chris Willis)                                          | –                            | –                            | 42                           | –                            | –                            | –                            | –                            | –                            | –                            | 54                           | –                            | –                            | –                            | | Just a Little More Love                                |
| 2002                                                     | „Give Me Something” (gościnnie: Barbara Tucker)                                      | –                            | –                            | –                            | –                            | –                            | –                            | –                            | –                            | –                            | –                            | –                            | –                            | –                            | | Just a Little More Love                                |
| 2003                                                     | „Just for One Day (Heroes)” (versus Bowie)                                           | –                            | –                            | 54                           | –                            | –                            | –                            | –                            | –                            | –                            | –                            | 73                           | –                            | –                            | | F*** Me I’m Famous                                     |
| 2004                                                     | „Money” (oraz Chris Willis, Mone)                                                    | –                            | –                            | 63                           | –                            | –                            | –                            | –                            | –                            | –                            | 52                           | –                            | –                            | –                            | | Guetta Blaster                                         |
| 2004                                                     | „Stay” (oraz Chris Willis)                                                           | –                            | –                            | 18                           | –                            | –                            | 19                           | –                            | –                            | –                            | 82                           | 78                           | –                            | –                            | | Guetta Blaster                                         |
| 2004                                                     | „The World Is Mine” (oraz JD Davis)                                                  | –                            | –                            | 16                           | –                            | –                            | 15                           | –                            | 27                           | 39                           | 40                           | 49                           | –                            | –                            | | Guetta Blaster                                         |
| 2005                                                     | „In Love With Myself” (oraz JD Davis)                                                | –                            | –                            | –                            | –                            | –                            | –                            | –                            | –                            | –                            | 46                           | –                            | –                            | –                            | | Guetta Blaster                                         |
| 2006                                                     | „Love Don’t Let Me Go (Walking Away)” (versus The Egg)                               | –                            | –                            | 11                           | 32                           | 74                           | 13                           | 50                           | –                            | 12                           | 19                           | 3                            | –                            | –                            | | F*** Me I’m Famous – Ibiza Mix 2006                    |
| 2007                                                     | „Love Is Gone” (oraz Chris Willis)                                                   | –                            | –                            | 3                            | –                            | 15                           | 9                            | 36                           | 14                           | 21                           | 11                           | 9                            | 98                           | –                            | - FRA: srebrna płyta - SWI: platynowa płyta | Pop Life                                               |
| 2007                                                     | „Baby When the Light” (gościnnie: Cozi)                                              | –                            | –                            | 6                            | –                            | 62                           | 5                            | 59                           | 15                           | –                            | 25                           | 50                           | –                            | –                            | - FRA: srebrna płyta | Pop Life                                               |
| 2008                                                     | „Delirious” (gościnnie: Tara McDonald)                                               | –                            | –                            | 16                           | –                            | 27                           | 2                            | 59                           | 12                           | –                            | 16                           | –                            | –                            | –                            | | Pop Life                                               |
| 2008                                                     | „Tomorrow Can Wait” (oraz Chris Willis)                                              | –                            | –                            | 7                            | –                            | 47                           | 19                           | 56                           | 21                           | –                            | 43                           | 84                           | –                            | –                            | | Pop Life                                               |
| 2009                                                     | „Everytime We Touch” (oraz Chris Willis, Steve Angello, Sebastian Ingrosso)          | –                            | –                            | –                            | –                            | –                            | –                            | –                            | 19                           | –                            | 97                           | 68                           | –                            | –                            | | Pop Life                                               |
| 2009                                                     | „When Love Takes Over” (gościnnie: Kelly Rowland)                                    | –                            | –                            | 2                            | 6                            | 3                            | 1                            | 2                            | 2                            | 1                            | 1                            | 1                            | 76                           | 1                            | - FRA: złota płyta - AUS: 2× platynowa płyta - AUT: 2× platynowa płyta - BEL: złota płyta - GER: platynowa płyta - SWI: platynowa płyta - UK: złota płyta                                        | One Love                                               |
| 2009                                                     | „Sexy Bitch” (gościnnie: Akon)                                                       | –                            | 1                            | 2                            | 1                            | 1                            | 1                            | 1                            | 3                            | 2                            | 2                            | 1                            | 5                            | 1                            | - FRA: diamentowa płyta - AUS: 5× platynowa płyta - AUT: platynowa płyta - BEL: platynowa płyta - GER: platynowa płyta - SWI: 4× platynowa płyta - UK: platynowa płyta - USA: 2× platynowa płyta | One Love                                               |
| 2009                                                     | „GRRRR”                                                                              | –                            | –                            | –                            | –                            | –                            | 4                            | –                            | –                            | –                            | –                            | 88                           | –                            | –                            | | F*** Me I’m Famous – Ibiza Mix 2009 oraz One More Love |
| 2009                                                     | „One Love” (gościnnie: Estelle)                                                      | –                            | 7                            | –                            | 36                           | 20                           | –                            | 18                           | 19                           | –                            | 48                           | 46                           | –                            | 1                            | | One Love                                               |
| 2010                                                     | „Memories” (gościnnie: Kid Cudi)                                                     | –                            | 1                            | 5                            | 3                            | 2                            | 1                            | 6                            | 4                            | 5                            | 7                            | 15                           | 46                           | 7                            | - FRA: złota płyta - AUS: 2× platynowa płyta - AUT: 2× platynowa płyta - BEL: złota płyta - GER: złota płyta - UK: srebrna płyta                                                                 | One Love                                               |
| 2010                                                     | „Gettin’ Over You” (oraz Chris Willis; gościnnie: Fergie, LMFAO)                     | –                            | 4                            | 1                            | 5                            | 4                            | 12                           | 15                           | 21                           | 4                            | 11                           | 1                            | 31                           | 1                            | - AUS: 2× platynowa płyta - GER: złota płyta - UK: srebrna płyta | One More Love                                          |
| 2010                                                     | „Who’s That Chick?” (gościnnie: Rihanna)                                             | –                            | –                            | 5                            | 7                            | 4                            | 1                            | 6                            | 6                            | 4                            | 8                            | 6                            | 51                           | 1                            | - AUS: 2× platynowa płyta - AUT: złota płyta - BEL: złota płyta - GER: złota płyta - UK: srebrna płyta                                                                                           | One More Love                                          |
| 2011                                                     | „Sweat (David Guetta Remix)” (versus Snoop Dogg)                                     | –                            | 6                            | 1                            | 1                            | 1                            | 3                            | 2                            | 5                            | 3                            | 2                            | 4                            | –                            | –                            | - AUS: 3× platynowa płyta - AUT: platynowa płyta - GER: platynowa płyta - SWI: platynowa płyta - UK: złota płyta                                                                                 | Nothing but the Beat                                   |
| 2011                                                     | „Where Them Girls At” (gościnnie: Flo Rida, Nicki Minaj)                             | –                            | 12                           | 4                            | 6                            | 3                            | 2                            | 5                            | 28                           | 5                            | 3                            | 3                            | 14                           | 10                           | - AUS: 2× platynowa płyta - AUT: złota płyta - BEL: złota płyta - GER: platynowa płyta - SWI: złota płyta - UK: srebrna płyta - USA: platynowa płyta                                             | Nothing but the Beat                                   |
| 2011                                                     | „Little Bad Girl” (gościnnie: Taio Cruz, Ludacris)                                   | –                            | 21                           | 3                            | 15                           | 5                            | 5                            | 5                            | 29                           | 8                            | 7                            | 4                            | 70                           | 2                            | - AUS: platynowa płyta - AUT: złota płyta - SWI: złota płyta - UK: srebrna płyta | Nothing but the Beat                                   |
| 2011                                                     | „Without You” (gościnnie: Usher)                                                     | –                            | 26                           | 6                            | 6                            | 5                            | 5                            | 7                            | 6                            | 10                           | 3                            | 6                            | 4                            | 3                            | - AUS: 3× platynowa płyta - AUT: złota płyta - BEL: złota płyta - UK: srebrna płyta - USA: 2× platynowa płyta                                                                                    | Nothing but the Beat                                   |
| 2011                                                     | „Titanium” (gościnnie: Sia)                                                          | –                            | 5                            | 3                            | 5                            | 3                            | 4                            | 5                            | 2                            | 4                            | 9                            | 1                            | 9                            | 26                           | - AUS: 4× platynowa płyta - AUT: platynowa płyta - GER: złota płyta - UK: srebrna płyta | Nothing but the Beat                                   |
| 2011                                                     | „Turn Me On” (gościnnie: Nicki Minaj)                                                | –                            | 20                           | 10                           | 3                            | 12                           | 16                           | 8                            | 31                           | 4                            | 16                           | 8                            | 4                            | 1                            | - AUS: 3× platynowa płyta - USA: 2× platynowa płyta | Nothing but the Beat                                   |
| 2012                                                     | „I Can Only Imagine” (gościnnie: Chrise Brown, Lil Wayne)                            | –                            | –                            | 72                           | 47                           | 17                           | –                            | 32                           | –                            | –                            | 15                           | 43                           | 90                           | –                            | | Nothing but the Beat                                   |
| 2012                                                     | „She Wolf (Falling to Pieces)” (gościnnie: Sia)                                      | –                            | –                            | 1                            | 4                            | 5                            | 1                            | 2                            | 1                            | 1                            | 5                            | 3                            | 9                            | 1                            | | Nothing but the Beat 2.0                               |
| 2012                                                     | „Play Hard” (gościnnie: Ne-Yo, Akon)                                                 | –                            | 5                            | 3                            | –                            | 14                           | 1                            | –                            | 64                           | 81                           | 4                            | –                            | 1                            | –                            | | Nothing but the Beat 2.0                               |
| 2012                                                     | „Just One Last Time” (gościnnie: Taped Rai)                                          | –                            | 12                           | 7                            | 1                            | 3                            | –                            | 12                           | 23                           | 1                            | –                            | –                            | 1                            | –                            | | Nothing but the Beat 2.0                               |
| 2013                                                     | „Ain’t A Party” (oraz GLOWINTHEDARK)                                                 | –                            | –                            | –                            | –                            | 7                            | 1                            | –                            | 41                           | –                            | 1                            | –                            | 2                            | 1                            | | F*** Me I’m Famous – Ibiza Mix 2013                    |
| 2014                                                     | „Shot Me Down” (gościnnie: Skylar Grey)                                              | –                            | –                            | 6                            | 3                            | 9                            | 3                            | 13                           | 8                            | –                            | 6                            | 4                            | –                            | –                            | - AUS: 2x platynowa płyta - AUT: złota płyta - CAN: złota płyta - SWI: złota płyta - SWE: platynowa płyta - UK: srebrna płyta - DNK: złota płyta - SPA: złota płyta                              | Listen Again                                           |
| 2014                                                     | „Bad” (oraz Showtek; gościnnie: Vassy)                                               | –                            | –                            | 6                            | 5                            | 15                           | 6                            | 19                           | 13                           | –                            | 28                           | 22                           | –                            | 31                           | - AUS: 2x platynowa płyta - CAN: złota płyta - SWE: 2x platynowa płyta - UK: srebrna płyta - DNK: 2x platynowa płyta - SPA: platynowa płyta - POL: złota płyta                                   | Listen Again                                           |
| 2014                                                     | „Blast Off” (oraz Kaz James)                                                         | –                            | –                            | 33                           | –                            | –                            | –                            | –                            | –                            | –                            | –                            | –                            | –                            | –                            | | Listen Again                                           |
| 2014                                                     | „Lovers on the Sun” (gościnnie: Sam Martin)                                          | –                            | –                            | 5                            | 2                            | 1                            | 4                            | 1                            | 9                            | –                            | 2                            | 1                            | –                            | –                            | - AUS: platynowa płyta - DEN: platynowa płyta - SPA: złota płyta - SWI: złota płyta - UK: srebrna płyta - ITA: platynowa płyta                                                                   | Listen                                                 |
| 2014                                                     | „Dangerous” (gościnnie: Sam Martin)                                                  | 1                            | –                            | 1                            | 7                            | 1                            | 1                            | 1                            | 3                            | –                            | 1                            | 5                            | 56                           | 15                           | - AUS: platynowa płyta - ITA: platynowa płyta | Listen                                                 |
| 2014                                                     | „What I Did for Love” (gościnnie: Emeli Sandé)                                       | –                            | –                            | 30                           | 20                           | 10                           | 35                           | 16                           | 56                           | 12                           | 37                           | 6                            | –                            | –                            | - UK: srebrna płyta - ITA: złota płyta | Listen                                                 |
| 2015                                                     | „Hey Mama” (gościnnie: Nicki Minaj, Afrojack)                                        | –                            | –                            | 9                            | 5                            | 5                            | 9                            | 9                            | 10                           | –                            | 10                           | 9                            | 8                            | 30                           | - AUS: platynowa płyta - CAN: platynowa płyta - NZL: platynowa płyta - SWE: 2x platynowa płyta - USA: platynowa płyta - ITA: platynowa płyta - UK: srebrna płyta - POL: platynowa płyta          | Listen                                                 |
| 2015                                                     | „Sun Goes Down” (oraz Showtek; gościnnie: Magic!, Sonny Wilson)                      | –                            | –                            | 37                           | –                            | –                            | –                            | 67                           | –                            | –                            | –                            | –                            | –                            | –                            | | Listen                                                 |
| 2015                                                     | „Clap Your Hands” (oraz Glowinthedark)                                               | –                            | –                            | 166                          | –                            | –                            | –                            | –                            | –                            | –                            | –                            | –                            | –                            | –                            | | Listen Again                                           |
| 2015                                                     | „Bang My Head” (gościnnie: Sia, Fetty Wap)                                           | –                            | –                            | 29                           | 21                           | 2                            | –                            | 19                           | –                            | –                            | 18                           | 18                           | 76                           | 26                           | - POL: platynowa płyta | Listen Again                                           |
| 2016                                                     | „No Worries” (oraz Disciples)                                                        | –                            | –                            | –                            | 90                           | –                            | –                            | –                            | –                            | –                            | –                            | –                            | –                            | –                            | | –                                                      |
| 2016                                                     | „This One’s for You” (oraz Zara Larsson)                                             | –                            | –                            | 13                           | –                            | –                            | –                            | 31                           | 83                           | –                            | –                            | –                            | –                            | –                            | - POL: platynowa płyta | –                                                      |
| 2016                                                     | „Would I Lie to You” (oraz Cedric Gervais, Chris Willis)                             |                              |                              |                              |                              |                              |                              |                              |                              |                              |                              |                              |                              |                              | - POL: 2x platynowa płyta | –                                                      |
| 2016                                                     | „Shed a Light” (oraz Robin Schulz gośc. Cheat Codes)                                 |                              |                              | 44                           | 23                           | 7                            | –                            |                              |                              |                              |                              |                              |                              |                              | - POL: złota płyta | Uncovered                                              |
| 2017                                                     | „Light My Body Up” (oraz Nicki Minaj, Lil Wayne)                                     |                              |                              | 16                           | 29                           | 47                           | –                            |                              |                              |                              |                              |                              |                              |                              | | _                                                      |
| 2017                                                     | „Another Life” (oraz Afrojack, Ester Dean)                                           |                              |                              | 115                          | –                            | 73                           | –                            |                              |                              |                              |                              |                              |                              |                              | | _                                                      |
| 2017                                                     | „2U” (gośc. Justin Bieber)                                                           |                              |                              | 3                            | 2                            | 2                            | 13                           |                              |                              |                              |                              |                              |                              |                              | - POL: 2x platynowa płyta | 7                                                      |
| 2017                                                     | „Versace on the Floor” (versus Bruno Mars)                                           |                              |                              | –                            | 57                           | –                            |                              |                              |                              |                              |                              |                              |                              |                              | | _                                                      |
| 2017                                                     | „Complicated” (oraz Dimitri Vegas & Like Mike, Kiiara)                               |                              |                              | –                            | –                            | 51                           |                              |                              |                              |                              |                              |                              |                              |                              | | _                                                      |
| 2017                                                     | „Dirty Sexy Money” (oraz Afrojack, Charli XCX, French Montana)                       |                              |                              | 22                           | 18                           | 46                           |                              |                              |                              |                              |                              |                              |                              |                              | | _                                                      |
| 2017                                                     | „So Far Away” (oraz Martin Garrix, Jamie Scott, Romy Dya)                            |                              |                              | 109                          | 58                           | 12                           |                              |                              |                              |                              |                              |                              |                              |                              | - POL: złota płyta | _                                                      |
| 2018                                                     | „Helium” (oraz Afrojack versus Sia)                                                  |                              |                              | –                            | 88                           | 64                           |                              |                              |                              |                              |                              |                              |                              |                              | | Fifty Shades Darker: Soundtrack                        |
| 2018                                                     | „Mad Love” (oraz Sean Paul gościnnie Becky G)                                        |                              |                              | 39                           | –                            | 33                           |                              |                              |                              |                              |                              |                              |                              |                              | - POL: 2x platynowa płyta | Mad Love the Prequel                                   |
| 2018                                                     | „Like I Do” (oraz Martin Garrix, Brooks)                                             |                              |                              | 20                           | 73                           | 20                           |                              |                              |                              |                              |                              |                              |                              |                              | - POL: platynowa płyta | 7                                                      |
| 2018                                                     | „Flames” (oraz Sia)                                                                  |                              |                              | 2                            | 19                           | 7                            |                              |                              |                              |                              |                              |                              |                              |                              | - POL: 4x platynowa płyta | 7                                                      |
| 2018                                                     | „Your Love” (oraz Showtek)                                                           |                              |                              | 83                           | –                            | –                            |                              |                              |                              |                              |                              |                              |                              |                              | - POL: złota płyta | 7                                                      |
| 2018                                                     | „Don’t Leave me Alone” (oraz Anne-Marie)                                             |                              |                              | 50                           | 43                           | 26                           |                              |                              |                              |                              |                              |                              |                              |                              | - POL: platynowa płyta | 7                                                      |
| 2018                                                     | „Goodbye” (oraz Jason Derulo, gościnnie: Nicki Minaj, Willy William)                 |                              |                              | 30                           | 33                           | 57                           |                              |                              |                              |                              |                              |                              |                              |                              | - POL: złota płyta | 7                                                      |
| 2018                                                     | „Drive” (oraz Black Coffee, Delilah Montagu)                                         |                              |                              | –                            | –                            | –                            |                              |                              |                              |                              |                              |                              |                              |                              | | 7                                                      |
| 2018                                                     | „Ice Cold” (oraz Netsky)                                                             |                              |                              | –                            | –                            | –                            |                              |                              |                              |                              |                              |                              |                              |                              | | –                                                      |
| 2018                                                     | „Say My Name” (oraz Bebe Rexha, J Balvin)                                            |                              |                              | 8                            | 70                           | 25                           |                              |                              |                              |                              |                              |                              |                              |                              | - POL 3x platynowa płyta | 7                                                      |
| 2019                                                     | „Better When You’re Gone” (oraz Brooks, Loote)                                       |                              |                              | 150                          | –                            | 70                           |                              |                              |                              |                              |                              |                              |                              |                              | | –                                                      |
| 2019                                                     | „This Ain’t Techno” (oraz Tom Staar)                                                 |                              |                              | –                            | –                            | –                            |                              |                              |                              |                              |                              |                              |                              |                              | | –                                                      |
| 2019                                                     | „Stay (Don’t Go Away)” (oraz Raye)                                                   |                              |                              |                              |                              |                              |                              |                              |                              |                              |                              |                              |                              |                              | | –                                                      |
| 2019                                                     | „Instagram” (oraz Dimitri Vegas & Like Mike, Afro Bros, Natti Natasha, Daddy Yankee) |                              |                              |                              |                              |                              |                              |                              |                              |                              |                              |                              |                              |                              | - POL: platynowa płyta | –                                                      |
| 2019                                                     | „Thing For You” (oraz Martin Solveig)                                                |                              |                              |                              |                              |                              |                              |                              |                              |                              |                              |                              |                              |                              | |                                                        |
| 2019                                                     | „Never Be Alone” (oraz Morten)                                                       |                              |                              |                              |                              |                              |                              |                              |                              |                              |                              |                              |                              |                              | |                                                        |
| 2019                                                     | „Jump” (oraz Glowinthedark)                                                          |                              |                              |                              |                              |                              |                              |                              |                              |                              |                              |                              |                              |                              | |                                                        |
| 2019                                                     | „Make It To Heaven” (oraz Morten i Raye)                                             |                              |                              |                              |                              |                              |                              |                              |                              |                              |                              |                              |                              |                              | |                                                        |
| 2020                                                     | „Let’s Love” (oraz Sia)                                                              |                              |                              |                              |                              |                              |                              |                              |                              |                              |                              |                              |                              |                              | - POL: platynowa płyta |                                                        |
| 2021                                                     | „Bed” (oraz Joel Corry, Raye)                                                        |                              |                              |                              |                              |                              |                              |                              |                              |                              |                              |                              |                              |                              | - POL: platynowa płyta | Another Friday Night                                   |
| 2021                                                     | „Heartbreak Anthem” (oraz Galantis, Little Mix)                                      |                              |                              |                              |                              |                              |                              |                              |                              |                              |                              |                              |                              |                              | - POL: platynowa płyta |                                                        |
| 2021                                                     | „Remember” (oraz Becky Hill)                                                         |                              |                              |                              |                              |                              |                              |                              |                              |                              |                              |                              |                              |                              | - POL: platynowa płyta | Only Honest on the Weekend                             |
| 2022                                                     | „Crazy What Love Can Do” (oraz Becky Hill, Ella Henderson)                           |                              |                              |                              |                              |                              |                              |                              |                              |                              |                              |                              |                              |                              | - POL: 2× platynowa płyta |                                                        |
| 2022                                                     | „On Repeat” (oraz Robin Schulz)                                                      |                              |                              |                              |                              |                              |                              |                              |                              |                              |                              |                              |                              |                              | - POL: 2x platynowa płyta |                                                        |
| 2022                                                     | „Don’t You Worry” (oraz Black Eyed Peas, Shakira)                                    |                              |                              |                              |                              |                              |                              |                              |                              |                              |                              |                              |                              |                              | - POL: platynowa płyta | Elevation                                              |
| 2022                                                     | „I’m Good (Blue)” (oraz Bebe Rexha)                                                  |                              |                              |                              |                              |                              |                              |                              |                              |                              |                              |                              |                              |                              | - POL: diamentowa płyta | Bebe                                                   |
| 2023                                                     | „Baby Don’t Hurt Me” (oraz Anne-Marie, Coi Leray)                                    |                              |                              |                              |                              |                              |                              |                              |                              |                              |                              |                              |                              |                              | - POL: platynowa płyta | (singel bezalbumowy)                                   |
| 2023                                                     | „Be My Lover” (oraz Hypaton; gośc. La Bouche)                                        |                              |                              |                              |                              |                              |                              |                              |                              |                              |                              |                              |                              |                              | - POL: złota płyta | (singel bezalbumowy)                                   |
| 2023                                                     | „When We Were Young (The Logical Song)” (oraz Kim Petras)                            |                              |                              |                              |                              |                              |                              |                              |                              |                              |                              |                              |                              |                              | - POL: platynowa płyta | (singel bezalbumowy)                                   |
| 2024                                                     | „I Don’t Wanna Wait” (oraz OneRepublic)                                              |                              |                              |                              |                              |                              |                              |                              |                              |                              |                              |                              |                              |                              | - POL: platynowa płyta | Artificial Paradise                                    |
| „–” oznacza, że singel nie był notowany na danej liście. |                                                                                      |                              |                              |                              |                              |                              |                              |                              |                              |                              |                              |                              |                              |                              | |                                                        |

### Z gościnnym udziałem
| Rok                                                      | Singel                                              | Pozycje na listach przebojów | Pozycje na listach przebojów | Pozycje na listach przebojów | Pozycje na listach przebojów | Pozycje na listach przebojów | Pozycje na listach przebojów | Pozycje na listach przebojów | Pozycje na listach przebojów | Pozycje na listach przebojów | Pozycje na listach przebojów | Pozycje na listach przebojów | Pozycje na listach przebojów | Pozycje na listach przebojów | Certyfikat                                                                                | Album                 |
| Rok                                                      | Singel                                              | POL                          | POL Dance                    | FRA                          | AUS                          | AUT                          | BEL (Wal)                    | HOL                          | IRL                          | SWE                          | SWI                          | UK                           | USA                          | USA Dance                    | Certyfikat                                                                                | Album                 |
| -------------------------------------------------------- | --------------------------------------------------- | ---------------------------- | ---------------------------- | ---------------------------- | ---------------------------- | ---------------------------- | ---------------------------- | ---------------------------- | ---------------------------- | ---------------------------- | ---------------------------- | ---------------------------- | ---------------------------- | ---------------------------- | ----------------------------------------------------------------------------------------- | --------------------- |
| 2010                                                     | „Revolver (One Love Remix)” (Remiks singla Madonny) | –                            | –                            | 25                           | –                            | –                            | 12                           | –                            | –                            | –                            | –                            | –                            | –                            | –                            |                                                                                           | One More Love         |
| 2010                                                     | „Commander” (Singel Kelly Rowland)                  | –                            | 10                           | –                            | 23                           | 2                            | 33                           | 13                           | 26                           | 46                           | 9                            | –                            | 1                            | –                            |                                                                                           | Here I Am             |
| 2010                                                     | „Club Can’t Handle Me” (Singel Flo Ridy)            | 1                            | 26                           | 5                            | 3                            | 3                            | 4                            | 2                            | 1                            | 11                           | 3                            | 1                            | 9                            | 23                           | - AUS: 3× platynowa płyta - BEL: złota płyta - GER: złota płyta - USA: 2× platynowa płyta | Only One Flo (Part 1) |
| 2012                                                     | „LaserLight” (Singel Jessie J)                      | –                            | –                            | –                            | 48                           | –                            | –                            | –                            | –                            | –                            | –                            | –                            | –                            | –                            |                                                                                           | Who You Are           |
| 2013                                                     | „Right Now” (Singel Rihanny)                        | –                            | –                            | 31                           | 39                           | 25                           | 37                           | 54                           | 52                           | 25                           | 32                           | 36                           | 50                           | –                            |                                                                                           | Unapologetic          |
| „–” oznacza, że singel nie był notowany na danej liście. |                                                     |                              |                              |                              |                              |                              |                              |                              |                              |                              |                              |                              |                              |                              |                                                                                           |                       |

## Remiksy
| - 2002: Kylie Minogue – Love At First Sight (David Guetta & Joachim Garraud Dancefloor Killa Remix) & (David Guetta & Joachim Garraud Mekaniko Mix) - 2002: Cassius feat. Steve Edwards – The Sound of Violence (David Guetta & Joachim Garraud Dancefloor Killa Remix) - 2003: Geyster – Bye Bye Superman (David Guetta & Joachim Garraud Dancefloor Killa Remix) - 2003: Saffron Hill – My Love Is Always (David Guetta Dancefloor Killa Vocal Mix) - 2005: Eurythmics – I’ve Got a Life (David Guetta Club Mix) & (David Guetta & Joachim Garraud Dirty Dub Remix) - 2005: Africanism All Stars feat. Ben Onono – Summer Moon (Fuck Me I’m Famous Mix) - 2005: Culture Club – Miss Me Blind (David Guetta & Joachim Garraud Fuck Me I’m Famous Mix) - 2005: Deep Dish – Flashdance (David Guetta & Joachim Garraud Fuck Me I’m Famous Mix) - 2005: Juliet – Avalon (David Guetta & Joachim Garraud Fuck Me I’m Famous Mix) - 2006: Bob Sinclar feat. Steve Edwards – World, Hold On (Children of the Sky) (David Guetta & Joachim Garraud Remix) - 2006: Cerrone feat. She Belle – Supernature (David Guetta & Joachim Garraud Remix) - 2006: Benny Benassi – Who’s Your Daddy? (David Guetta & Joachim Garraud Remix) - 2006: Steve Bug – At the Moment (David Guetta Remix) - 2007: Logic – Save My Soul (David Guetta Mix) - 2007: Kylie Minogue – Wow (David Guetta & Joachim Garraud Fuck Me I’m Famous Remix) - 2007: David Guetta feat. Cozi – Baby When the Light (David Guetta & Fred Rister Radio Edit) & (David Guetta & Fred Rister Remix) - 2008: Sharam feat. Daniel Bedingfield – The One (David Guetta & Joachim Garraud Remix) - 2009: Black Eyed Peas – Boom Boom Guetta (David Guetta’s Electro Hop Remix) - 2009: Black Eyed Peas – I Gotta Feeling (David Guetta Fuck Me I’m Famous Mix) - 2009: Calvin Harris – Flashback (David Guetta One Love Remix) - 2009: David Guetta feat. Kid Cudi – Memories (David Guetta Fuck Me I’m Famous Mix) - 2009: Madonna – Celebration (David Guetta ft. Akon Remix) - 2009: Madonna – Revolver (David Guetta & Afrojack One Love Remix) & (David Guetta & Afrojack Extended Mix) | - 2010: Kelis – Acapella (David Guetta Extended Mix) - 2010: Robbie Rivera – Rock the Disco (David Guetta Laptop Remix) - 2010: Shakira – Waka Waka (David Guetta Remix) & (David Guetta Mix) - 2010: Kelly Rowland feat. David Guetta – Commander (David Guetta Fuck Me I’m Famous Mix) - 2010: Flo Rida feat. David Guetta – Club Can’t Handle Me (David Guetta Fuck Me I’m Famous Mix) - 2010: David Guetta feat. Rihanna – Who’s That Chick (David Guetta Fuck Me I’m Famous Vocal Mix) & (David Guetta Dub Mix) - 2010: K’Naan feat. will.i.am, David Guetta – Wavin’ Flag (David Guetta Remix) - 2011: Snoop Dogg – Wet (David Guetta Remix) & (David Guetta Extended Remix) - 2011: Snoop Dogg – Sweat (David Guetta Remix) & (David Guetta & Afrojack Dub Remix) - 2012: David Guetta feat. Nicki Minaj – Turn Me On (David Guetta & Laidback Luke Remix) - 2012: Flo Rida ft. Sia – Wild Ones (David Guetta & Nicky Romero Remix) - 2012: David Guetta feat. Chris Brown & Lil Wayne – I Can Only Imagine (David Guetta & Daddy’s Groove Remix) - 2012: Daddy’s Groove – Turn The Lights Down (David Guetta Rework) - 2012: Oasis vs. Afrojack – Wonderwall On Acid (David Guetta Mashup) - 2013: David Guetta feat. Ne-Yo & Akon – Play Hard (New Edit) - 2013: Armin van Buuren feat. Trevor Guthrie – This Is What It Feels Like (David Guetta Remix) & (David Guetta Extended Remix) - 2013: Empire of the Sun – Alive (David Guetta Remix) - 2013: Passenger – Let her go (David Guetta Remix) - 2014: Avicii – Addicted to You (David Guetta Remix) - 2014: Afrojack feat. Wrabel – Ten Feet Tall (David Guetta Remix) - 2014: David Guetta feat. Sam Martin – Dangerous (David Guetta Banging Remix) - 2016: Fat Joe & Remy Ma feat. French Montana – All the Way Up (David Guetta & GLOWINTHEDARK Remix) - 2016: Steve Aoki feat. Rich the Kid & ILoveMakonnen – How Else (David Guetta Remix) |